# Randall Garrett
Randall Garrett (* 16. Dezember 1927 in Lexington (Missouri); † 31. Dezember 1987 in Waco; eigentlich Gordon Randall Phillip David Garrett) war ein US-amerikanischer Science-Fiction- und Fantasy-Autor.

## Leben
Garrett wurde am 16. Dezember 1927 in Lexington im US-Bundesstaat Missouri geboren. Er studierte Naturwissenschaften an der Texas Tech University in Lubbock und schloss mit Bachelor ab. Nach einem kurzen Zwischenspiel bei dem US Marine Corps arbeitete er einige Zeit als Industriechemiker in der Industrie in Michigan und Illinois. 1955 zog er nach New York und baute sich eine Existenz als freier Autor auf.
Seit 1951 schrieb er sehr erfolgreich für fast alle amerikanischen SF-Magazine, teils alleine, teils zusammen mit Autoren wie Robert Silverberg, Harlan Ellison und Laurence M. Janifer. Für einige Jahre war er einer der Hauptschreiber des Astounding Magazins (in zwei Ausgaben waren sogar sämtliche Beiträge von ihm).
Garrett benutzte eine reiche Anzahl von Pseudonymen, zum Beispiel Gordon Aghill, David Gordon, Darrell T. Langart, Johnathan Blake MacKenzie, Jonathan Blake MacKenzie, Johnathan Blake Mac Kenzie, Gerald Vance, Robert Randall (zusammen mit Robert Silverberg) und Mark Phillips (zusammen mit Laurence M. Janifer).
Anfang der 60er Jahre starb sein Vater. Er hörte für Jahre mit dem Schreiben auf und zog zurück nach Texas in sein Elternhaus. Hier lernte er seine erste Frau kennen und zog mit ihr kurze Zeit später nach Kalifornien. Schon 1963 wurde die Ehe wieder geschieden. Er zog einige Zeit später mit der Schriftstellerin Vicki Ann Heydron zusammen. Von ihr angeregt, begann er wieder zu schreiben. Am 25. Dezember 1978 heirateten die beiden und planten, gemeinsam eine lange Fantasy-Serie namens Gandalara zu verfassen.
Im Mai 1979 zog er sich jedoch eine Enzephalitis zu, von der er sich nicht mehr erholte: Die Krankheit führte zu einem dauerhaften Gedächtnisverlust. Seine Frau zog mit ihm zu seinem Bruder nach Texas, wo sich sein Zustand weiter verschlimmerte. Seit August 1981 war Randall Garett in einer Pflegeeinrichtung in Waco untergebracht. Am 31. Dezember 1987 starb er an einer Lungenentzündung.
Während der Zeit seiner Krankheit schrieb Vicki Ann Heydron nach Garretts Exposés mehrere Gandalara-Romane, die unter beider Namen erschienen.
Im Jahr 1999 erhielt Randall Garrett für seine Lord-Darcy-Serie posthum den Sidewise Award in der Kategorie Special Achievement Award.

## Bibliographie
Leland-Hale-Serie (Kurzgeschichten) 
- 1 To Make a Hero (1957)
- 2 Respectfully Mine (1958)
- 3 Drug on the Market (1960)

 Nidorian-Serie (mit Robert Silverberg unter dem Gemeinschaftspseudonym Robert Randall) 
- 1 The Shrouded Planet (1957)
  - Deutsch: Der verborgene Planet. Semrau (Abenteuer im Weltenraum #14), 1958. Auch als: Der vergessene Planet. Bastei Lübbe Science Fiction Bestseller #22101, 1987, ISBN 3-404-22101-X.
- 2 The Dawning Light (1957, 1959)
  - Deutsch: Nidor erwacht. Moewig (Terra #359), 1964. Auch als: Planet im Morgenlicht. Bastei Lübbe Science Fiction Bestseller #22101, 1987, ISBN 3-404-22101-X.
- The Chosen People (1956, Kurzgeschichte)
- The Promised Land (1956, Kurzgeschichte)
- False Prophet (1956, Kurzgeschichte)
- All the King's Horses (1958, Kurzgeschichte)
- Planet der Dämmerung. Bastei Lübbe Science Fiction Bestseller #22101, 1987, ISBN 3-404-22101-X (Sammelausgabe von 1 und 2)

 Psi-Power-Serie (mit Laurence M. Janifer) 
- Brain Twister (1959, 1962, auch als That Sweet Little Old Lady, 1962, als Mark Phillips)
  - Deutsch: Die Lady mit dem sechsten Sinn. Pabel (Utopia Grossband #165), 1962. Auch: Ullstein 2000 #76 (3073), 1974, ISBN 3-548-03073-4.
- The Impossibles (1960, 1963, auch als Out Like a Light, 1960, als Mark Phillips)
  - Deutsch: Die Geisterbande. Pabel (Utopia Grossband #162), 1960. Auch als: Kampf gegen die Unsichtbaren. Ullstein 2000 #88 (3119), 1975, ISBN 3-548-03119-6.
- Supermind (1960, 1963, mit Laurence M. Janifer, als Mark Phillips)

 Lord-Darcy-Serie (Kurzgeschichten) 
- The Eyes Have It (1964)
  - Deutsch: Der Augentest. In: Hans Stefan Santesson (Hrsg.): Die Mächtigen des Universums. Heyne SF&F #3142, 1969.
- A Case of Identity (1964)
- The Muddle of the Woad (1965)
- Too Many Magicians (1966, Roman)
  - Deutsch: Komplott der Zauberer. Übersetzt von Ralph Tegtmeier. Bastei Lübbe #20033, 1981, ISBN 3-404-20033-0.
- A Stretch of the Imagination (1973)
- A Matter of Gravity (1974)
- The Sixteen Keys (1976)
- The Ipswich Phial (1976)
- The Spell of War (1978)
- The Bitter End (1978)
- Murder and Magic (1979, Sammlung)
  - Deutsch: Mord und Magie. Übersetzt von Ralph Tegtmeier. Bastei Lübbe #20041, 1982, ISBN 3-404-20041-1.
- The Napoli Express (1979)
- Lord Darcy Investigates (1981, Sammlung)
  - Deutsch: Des Königs Detektiv : Schwert und Magie. Übersetzt von Ralph Tegtmeier. Bastei Lübbe #20082, 1986, ISBN 3-404-20082-9.
- Lord Darcy (1983, Sammlung)
  - Deutsch: Lord Darcy : die vollständigen Ermittlungen in Sachen Mord und Magie. Bastei Lübbe #20127, 1989, ISBN 3-404-20127-2.

 Takeoff-Serie 
- 1 Takeoff! (1980, Sammlung)
- 2 Takeoff Too (1987, Sammlung)

 Gandalara-Serie (mit Vicki Ann Heydron) 
- 1 The Steel of Raithskar (1981)
  - Deutsch: Der Stahl von Raithskar. Heyne SF&F #4500, 1988, ISBN 3-453-02765-5.
- 2 The Glass of Dyskornis (1982)
  - Deutsch: Das Glas von Dyskornis. Heyne SF&F #4501, 1988, ISBN 3-453-02766-3.
- 3 The Bronze of Eddarta (1983)
  - Deutsch: Die Bronze von Eddarta. Heyne SF&F #4502, 1988, ISBN 3-453-02772-8.
- 4 The Well of Darkness (1983)
  - Deutsch: Der Quell der Dunkelheit. Heyne SF&F #4503, 1988, ISBN 3-453-02778-7.
- 5 The Search for Kä (1984)
  - Deutsch: Die Suche nach Kä. Heyne SF&F #4504, 1988, ISBN 3-453-02784-1.
- 6 Return to Eddarta (1985)
  - Deutsch: Die Rückkehr nach Eddarta. Heyne SF&F #4505, 1988, ISBN 3-453-03197-0.
- 7 The River Wall (1986)
  - Deutsch: Der heilige Stein. Heyne SF&F #4506, 1989, ISBN 3-453-03198-9.
- The Gandalara Cycle Bde. I und II (1986, Sammelausgaben)

 Romane 
- Pagan Passions (1959, mit Laurence M. Janifer, auch als Randall Garrett und Larry M. Harris)
- Unwise Child (1962, auch als Starship Death, 1982)
  - Deutsch: Das elektronische Genie. Goldmanns Zukunftsromane #41, 1963. Auch: Goldmanns Weltraum Taschenbücher #058, 1965.
- Anything You Can Do … (1962, 1963, als Darrel T. Langart, auch als Earth Invader)
  - Deutsch: Die fremde Macht. Goldmanns Zukunftsromane #45, 1963. Auch: Goldmanns Weltraum Taschenbücher #077, 1967.

 Sammlungen 
- The Best of Randall Garrett (1982)
- A Little Intelligence (2009, mit Robert Silverberg)
- Psichopath and Other Science Fiction Stories (2009)
- The Bramble Bush, The Destroyers, The Highest Treason, A Spaceship Named McGuire; A Collection of Short Stories (2011)
- Leland Hale, Galactic Conman (2011)
- The Randall Garrett Megapack (2013)

 Deutsche Sammlungen 
- Der Denker und die Rebellen und andere Stories. Moewig (Terra #180), 1966.
- Virus Y und andere Stories. Moewig (Terra nova #120), 1970.
- Die Erfindung des Mister B. und andere Stories. Moewig (Terra nova #173), 1970.

 Audio 
- An Hour with Isaac Asimov: Building a Firm Foundation (1979)

 Kurzgeschichten 
- The Absence of Heat (1944, als Gordon Garrett)
- By the Rules (1950, als David Gordon)
- The Waiting Game (1951)
- No Approach (1951, als David Gordon)
- Pest (1952, mit Lou Tabakow)
- Belly Laugh (1953, als Ivar Jorgensen)
- The Day the Gods Fell (1953, als Ivar Jorgensen)
- Something for the Woman (1953, als Ivar Jorgensen)
- Instant of Decision (1953)
- The Wishing Stone (1953, als Ivar Jorgensen)
  - Deutsch: Der Wunsch-Stein. In: Michael Schmidt, Matthias Käther (Hrsg.): Fantastic Pulp 2. Blitz-Verlag, Windeck 2021.
- Characteristics: Unusual (1953)
- Nom d'un Nom (1953)
- The Breakfast Party (1953, auch als League of the Living Dead)
- Blessed Are the Murderous (1954, als Ivar Jorgensen)
- Derelict of Space (1954)
- Hell to Pay (1954)
- The Wayward Course (1954)
- Time Fuze (1954)
- The Surgeon's Knife (1954)
- Woman Driver (1954)
- Infinite Resources (1954)
- The Hunting Lodge (1954)
- Spatial Delivery (1954)
- Plague Planet (1955, als Ivar Jorgensen)
- The Genius (1955, als Ivar Jorgensen)
- The Man who Talked to Bees (1955, als Ivar Jorgensen)
- Two to the Stars (1955, als Ivar Jorgensen)
- A Trip to Anywhen (1956, als Ivar Jorgensen)
- Calling Captain Flint (1956, mit Robert Silverberg, als Richard Greer)
- Catch a Thief (1956, mit Robert Silverberg, als Gordon Aghill)
- Deus Ex Machina (1956, mit Robert Silverberg, als Robert Randall)
- No Future in This (1956, mit Robert Silverberg, als Robert Randall)
- The Alien Dies at Dawn (1956, mit Robert Silverberg, als Alexander Blade)
- The Beast with 7 Tails (1956, mit Robert Silverberg, als Leonard G. Spencer)
- The Girl from Bodies, Inc. (1956, mit Robert Silverberg, als Leonard G. Spencer)
- The Great Kladnar Race (1956, mit Robert Silverberg, als Richard Greer)
- The Mummy Takes a Wife (1956, mit Robert Silverberg, als Clyde Mitchell)
- Masters of the Metropolis (1956, mit Lin Carter)
- Quick Cure (1956)
- The Best of Fences (1956)
- Code in the Head (1956)
- Gambler's Planet (1956, mit Robert Silverberg, als Gordon Aghill)
- Machine Complex (1956)
- The Saboteur (1956)
- Stroke of Genius (1956)
- Suite Mentale (1956)
- The Slow and the Dead (1956, mit Robert Silverberg, als Robert Randall)
- There's No Fool … (1956, als David Gordon)
- The Man Who Hated Mars (1956)
- Heist Job on Thizar (1956)
- Sound Decision (1956, mit Robert Silverberg)
  - Deutsch: Die Entscheidung. In: Kurt Luif (Hrsg.): Phantom der Freiheit. Pabel (Terra Taschenbuch #255), 1975. Auch als: Eine Entscheidung auf Knall und Fall. In: Robert Silverberg: Ufer von morgen. Goldmann Science Fiction #23312, 1979, ISBN 3-442-23312-7.
- The Judas Valley (1956, mit Robert Silverberg, als Gerald Vance)
- The Man Who Knew Everything (1956)
- No Trap for the Keth (1956, mit Robert Silverberg, als Ralph Burke)
- Puzzle in Yellow (1956)
- Tools of the Trade (1956, mit Robert Silverberg, als Robert Randall)
- With All the Trappings (1956)
- Battle for the Thousand Suns (1956, mit Robert Silverberg, als Calvin Knox und David Gordon)
- Death to the Earthman (1956)
- Secret of the Green Invaders (1956, mit Robert Silverberg, als Robert Randall)
- And Then He Was Two (1957, als Ivar Jorgensen)
- Hero from Yesterday (1957, mit Robert Silverberg, als Robert Randall)
- House Operator (1957, mit Robert Silverberg, als S. M. Tenneshaw)
- Slaughter on Dornell IV (1957, mit Robert Silverberg, als Ivar Jorgensen)
- The Convincer (1957, als David Gordon)
- The Incomplete Theft (1957, mit Robert Silverberg, als Ralph Burke)
- The Secret of the Shan (1957, mit Robert Silverberg, als Richard Greer)
- The Star Slavers (1957)
- Wednesday Morning Sermon (1957, mit Robert Silverberg, als Alexander Blade)
- Bleekman's Planet (1957, mit Robert Silverberg, als Ivar Jorgensen)
- Deadly Decoy (1957, mit Robert Silverberg, als Clyde Mitchell)
- The Devil Never Waits (1957)
- The Man with X-Ray Eyes (1957, mit Robert Silverberg, als Leonard G. Spencer)
- The Time Snatcher (1957)
- Time to Stop (1957)
- Hungry World (1957)
- Saturnalia (1957)
- The Man Who Hated Noise (1957, mit Robert Silverberg, als S. M. Tenneshaw)
- Guardians of the Tower (1957)
- The Man Who Collected Women (1957)
- The Last Killer (1957)
- What's Eating You? (1957)
- You Too Can Win a Harem (1957)
- A Pattern for Monsters (1957)
- Blank? (1957)
- Kill Me if You Can (1957, als S. M. Tenneshaw)
- Needler (1957)
- Devil's World (1957)
- Gift from Tomorrow (1957)
- Hot Trip for Venus (1957)
- Pirates of the Void (1957, mit Robert Silverberg, als Ivar Jorgensen)
- The Best Policy (1957, als David Gordon)
- Skid Row Pilot (1957)
- Killer – First Class (1957)
- Look Out! Duck! (1957, als David Gordon)
- The Penal Cluster (1957, als Ivar Jorgensen)
- Gentlemen: Please Note (1957)
- The Ambassador's Pet (1957, mit Robert Silverberg, als Alexander Blade)
- The Mannion Court-Martial (1957)
- Deathtrap Planet (1957)
- Satellite of Death (1957)
- The Vengeance of Kyvor (1957)
- A Bird in the Hand (1958, als David Gordon)
- Intelligence Quotient (1958) only appeared as: [as by David Gordon]
- Menace from Vega (1958, mit Robert Silverberg, als Robert Randall)
- Beyond Our Control (1958)
- Strike the First Blow! (1958)
- Vanishing Act (1958, mit Robert Silverberg, als Robert Randall)
- The Low and the Mighty (1958)
- Decision Final (1958, mit Robert Silverberg, als Robert Randall)
- Far from Somewhere (1958)
- Penal Servitude (1958)
  - Deutsch: Der gefährlichste Mann der Galaxis. In: Der Denker und die Rebellen und andere Stories. 1966.
- No Connections (1958)
- Prisoner of War (1958)
- … And Check the Oil (1958)
- A Little Intelligence (1958, als Robert Randall)
- Burden the Hand (1958)
- The Savage Machine (1958)
- The Queen Bee (1958)
- Despoilers of the Golden Empire (1959, als David Gordon)
- The Trouble With Magic (1959)
- Cum Grano Salis (1959, als David Gordon)
- Small Miracle (1959)
- But, I Don't Think (1959)
  - Deutsch: Der Denker und die Rebellen. In: Der Denker und die Rebellen und andere Stories. 1966. Auch als: Die unheimliche Freiheit. In: Walter Spiegl (Hrsg.): Science-Fiction-Stories 13. Ullstein 2000 #22 (2883), 1972, ISBN 3-548-02883-7.
- Ready, Aim, Robot! (1959)
- Dead Giveaway (1959)
- … Or Your Money Back (1959, als David Gordon)
- The Unnecessary Man (1959)
- The Destroyers (1959)
- The Price of Eggs (1959)
- Viewpoint (1960)
- Mercenaries Unlimited (1960, als David Gordon)
- What the Left Hand Was Doing (1960, als Darrell T. Langart)
- In Case of Fire (1960)
  - Deutsch: Botschafter auf Saarkkad. In: Der Denker und die Rebellen und andere Stories. 1966.
- The Measure of a Man (1960)
  - Deutsch: Das Problem. In: Der Denker und die Rebellen und andere Stories. 1966.
- Damned If You Don't (1960)
- … And Peace Attend Thee (1960)
- By Proxy (1960, als David Gordon)
- Psichopath (1960, als Darrel T. Langart)
- The Foreign Hand-Tie (1961, als David Gordon)
- The Highest Treason (1961)
- Random Choice (1961)
- Something Rich and Strange (1961, mit Avram Davidson)
- A Spaceship Named McGuire (1961)
  - Deutsch: Das verrückte Raumschiff. Moewig (Terra Nova #72), 1969.
- Hanging by a Thread (1961, als David Gordon)
- Fifty Per Cent Prophet (1961, als Darrell T. Langart)
- The Blaze of Noon (1961, mit Avram Davidson)
- The Asses of Balaam (1961, als David Gordon)
- Mustang (1961)
- Nor Iron Bars a Cage … (1962, als Jonathan Blake MacKenzie)
- Hepcats of Venus (1962, auch als The Cosmic Beat, 1962)
- Hail to the Chief (1962, als Janet Argo and Sam Argo)
  - Deutsch: Ein Hoch dem Präsidenten. In: Isaac Asimov, Martin H. Greenberg (Hrsg.): Wahltag 2090.Bastei Lübbe Paperback #28181, 1989, ISBN 3-404-28181-0.
- His Master's Voice (1962)
- Spatial Relationship (1962)
- The Bramble Bush (1962)
- … After a Few Words … (1962, als Seaton McKettrig)
- Anchorite (1962, als Johnathan Blake MacKenzie)
  - Deutsch: Planetoidenfänger. In: Wolfgang Jeschke (Hrsg.): Planetoidenfänger. Lichtenberg (Science Fiction für Kenner #6), 1971, ISBN 3-7852-2006-5.
- Through Time and Space with Benedict Breadfruit I-VIII (1962, als Grandall Barretton)
- A World by the Tale (1963, als Seaton McKettrig)
- Thin Edge (1963, als Jonathan Blake MacKenzie)
- With No Strings Attached (1963, als David Gordon)
- Human Reaction (1964)
- Tin Lizzie (1964)
- A Fortnight of Miracles (1965)
- Fighting Division (1965)
- Overproof (1965, als Jonathan Blake MacKenzie)
  - Deutsch: Gesetz der Wildnis. In: Walter Spiegl (Hrsg.): Science-Fiction-Stories 14. Ullstein 2000 #24 (2889), 1972, ISBN 3-548-02889-6.
- Witness for the Persecution (1966)
  - Deutsch: Die interstellaren Händler. In: Wulf H. Bergner (Hrsg.): Die Menschenfarm. Heyne SF&F #3081, 1966.
- The Briefing (1969)
- Fimbulsommer (1970, mit Michael Kurland)
- Color Me Deadly (1973)
- Pride and Primacy (1974)
- Reading the Meter (1974)
- The Final Fighting of Fion Mac Cumhaill (1975)
  - Deutsch: Der letzte Kampf des Fion Mac Cumhaill. In: Manfred Kluge (Hrsg.): Wegweiser ins Nirgendwo. Heyne SF&F #3502, 1976, ISBN 3-453-30392-X.
- Lauralyn (1977)
- On the Martian Problem (1977)
- The Horror Out of Time (1978)
- Polly Plus (1978)
  - Deutsch: Ein seltsamer Vogel. In: Birgit Reß-Bohusch (Hrsg.): Isaac Asimovs Science Fiction Magazin 5. Folge. Heyne SF&F #3735, 1980, ISBN 3-453-30638-4.
- Backstage Lensman (1978)
  - Deutsch: Lensman mit Geheimauftrag. In: Werner Fuchs (Hrsg.): Licht des Tages, Licht des Todes. Knaur Science Fiction & Fantasy #5749, 1982, ISBN 3-426-05749-2.
- Frost and Thunder (1979)
- Keepersmith (1979, mit Vicki Ann Heydron)
- Prehistoric Note (1979)
- Just Another Vampire Story (1979)
- Into My Parlor (1987)